# Kenneth E. Boulding
Kenneth Ewart Boulding [bolding], anglicky: [ˈboʊldɪŋˈ] (18. ledna 1910 Liverpool – 18. března 1993 Boulder) byl anglicko-americký ekonom, učitel, filozof a bojovník za mír. Je znám díky svým knihám o ekonomii, byl nominován na Nobelovu cenu za mír a ekonomii. Za svůj život publikoval přes 36 knih a 112 článků.

## Život

### Mládí
Kenneth Ewart Boulding se narodil 18. ledna 1910 v Liverpoolu jako jediné dítě instalatéra, Williama C. Bouldinga, a matky Elizabeth Ann Bouldingové, kterou Kenneth Boulding přezdíval „Bessie“. Bouldingovo prostřední jméno Ewart odkazuje na Williama Ewarta Gladstona, kterého Bouldingův otec velmi obdivoval. Své mládí prožil v chudé Liverpoolské čtvrti, avšak později se s celou rodinou mohl díky dobré finanční situaci přestěhovat do lepšího sousedství. Matka i otec strávili svůj volný čas pomocí chudým, snažili se co nejvíc účastnit dobrovolnických akcí, které pořádali někteří liberální politici. Kenneth podle slov Elizabeth Bouldingové přečetl všechno, co se mu dostalo do ruky. V sedmi letech byl schopný pochopit a vysvětlit Keplerovy fyzikální zákony popisující pohyb planet kolem Slunce a ve stejném věku se začal věnovat poezii.

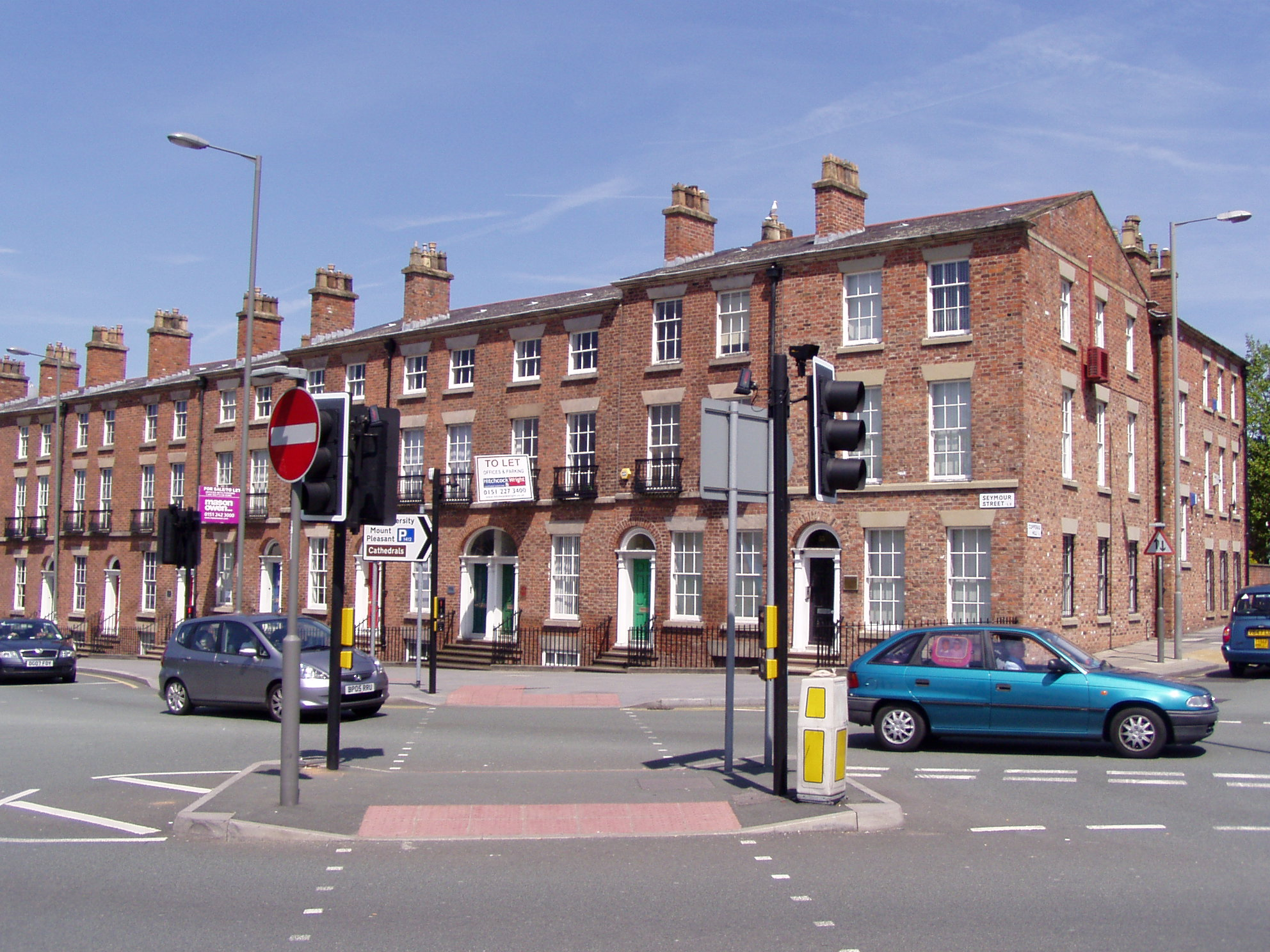
Seymour Street, Liverpool

### Studium
První světovou válku prožívala rodina Bouldingových těžce, největší dopad měla však na Kennetha, který se v této době stal Kvakerem a pacifistou. Jako první z rodiny chodil na základní školu a roce 1928 vyhrál stipendium v oboru chemie na New College v Oxfordu, kam však podle dostupných informací nezapadl, i přes to, že byl během svého pobytu na univerzitě v kontaktu s kvakerskými přáteli.Během prvních měsíců studia Boulding zjistil, že chemie není obor, kterému by se chtěl věnovat celý život, proto poměrně brzy změnil zaměření na Politiku, Filozofii a Ekonomii (PPE). Boulding úspěšně dostudoval a v roce 1932 získal další stipendium, tentokrát na Chicagské univerzitě. Rozhodl se tak odcestovat do USA. Jeho učiteli byli například Jacob Viner, Henry Schultz, Frank Knight nebo Joseph Schumpeter. Boulding studoval pod Schumpeterem, brzy však onemocněl na spontánní pneumotorax. Po vyléčení strávil posledních šest měsíců na Chicagské univerzitě psaním článků o kapitálu, jako například „The Application of the Pure Theroy of Population Change to the Theory of Capital“ a „The Theory of a Single Investment“. Byl to právě Frank Knight, který v Kennethu Bouldingovi vzbudil zájem o teorii lidského kapitálu. Boulding se snažil například modernizovat koncept pohledu Australských škol na téma kapitál, Knight byl natolik fascinován, že v roce 1935 vydal článek s názvem „Teorie investice podruhé: Pan Boulding a Australané“.

### Učitelství
Kenneth Boulding se v roce 1934 rozhodl vrátit zpět do Británie, kde vyučoval na Univerzitě v Edinburghu. Jako učitel nebyl mezi studenty velmi populární, především kvůli jeho projevu, ve kterém označil vysokoškolský život v Edinburghu za mrtvý. V této době se Boulding věnoval různým aktivitám Kvakerské komunity, v roce 1937 odjel například na kvakerskou konferenci, která se konala ve Filadelfii, kde dostal telefonát od starého přítele z Chicaga, který mu nabídl práci na Newyorské Colgate univerzitě. Boulding nabídku přijal, učil zde čtyři roky ekonomii a nakonec se v Americe usadil. V roce 1948 se stal legitimním občanem Spojených států amerických.Fontaine (2010) shrnul Bouldingův pobyt na univerzitě slovy: „Boulding si prostředí Colgate užíval. I když své vzdělání získal na Britské půdě, necítil se nijak straněn od svých kolegů. Během prvních dvou let byl společenský i profesní život naplňující, avšak září 1939, invaze do Polska a vyhlášení války Německu zapříčinily jeho silnou nenávist vůči Němcům.“

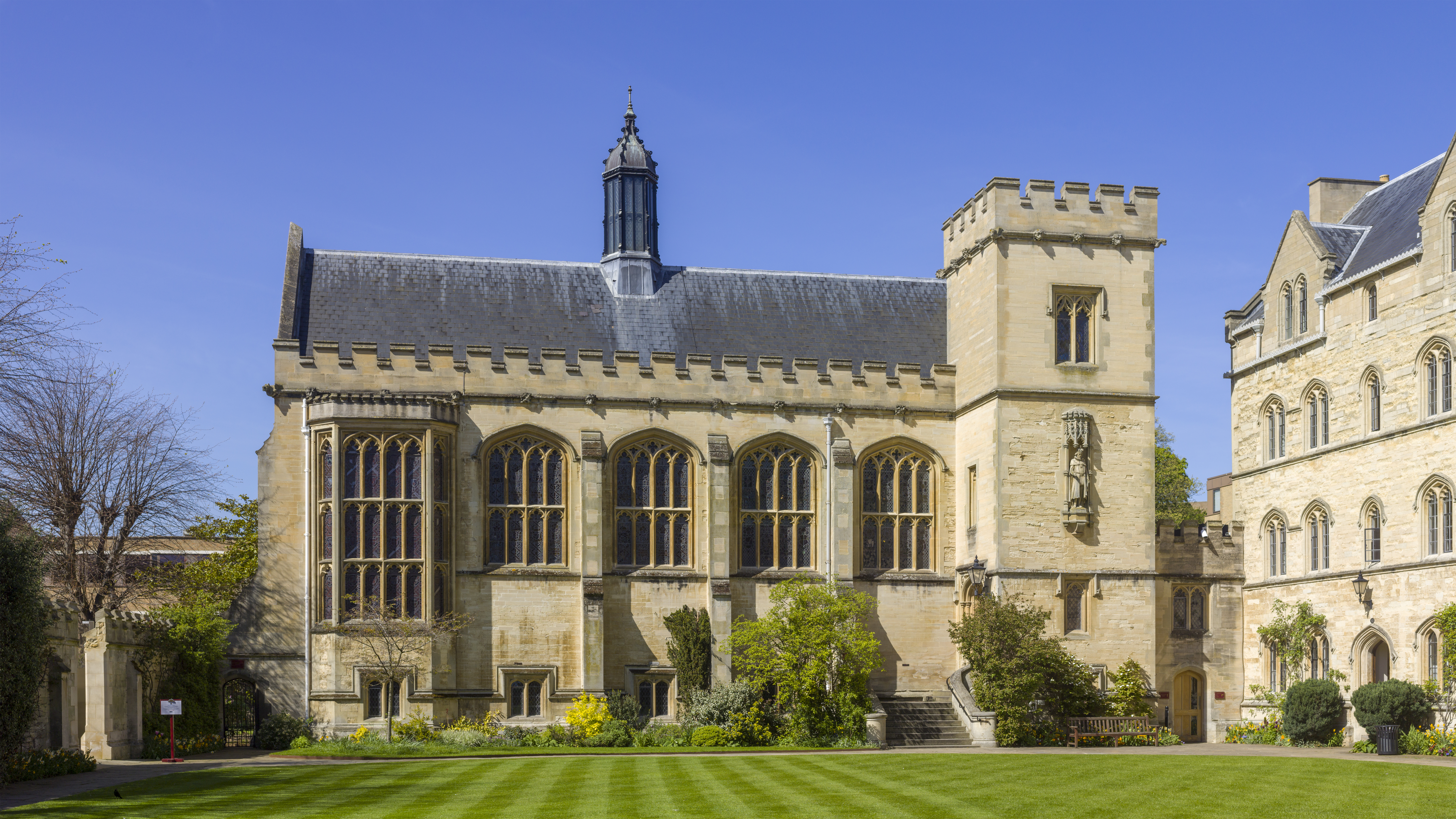
Oxfordská univerzita

Bouldingovi se i přes osobní krizi podařilo dokončit své stěžejní dílo s názvem Economic Analysis (1941), které mu přineslo ještě větší věhlas. Během následujících let učil Boulding na několika dalších univerzitách, například v Michiganu, Nashville, Tennessee nebo Coloradu, kde se zamiloval a zůstal zde až do svého odchodu do důchodu. Byl prezidentem různých asociací, včetně Americké Ekonomické Asociace a Asociace Mezinárodních studií. Byl nominován na Nobelovu cenu za mír a ekonomii.

## Dílo
Boulding byl ve své akademické obci široce uznáván jako velmi plodný spisovatel a integrátor znalostí. Ekonomika a sociologie pro něj nebyly společenskými vědami, spíše je vnímal jako jeden aspekt věrný studii lidských osob a jejich vzájemných vztahů. Jeho přístup k ekonomii byl tedy spíše evoluční než vyvážený.
Boulding zdůraznil, že lidské ekonomické (a jiné) chování je zakotveno v jakémsi větším propojeném systému. K pochopení výsledků našeho chování, ekonomického či jiného, musíme nejdříve zkoumat a vyvinout své vědecké chápání ekonomické dynamiky obecného systému společně s globální společností, ve které žijeme a zároveň všech jejích dimenzí jak duchovních, tak materiálních. Boulding věřil, že bez angažované snahy o dosáhnutí správného společenskovědního výzkumu, je společnost odsouzená k zániku. Udržoval si ale optimistický pohled - věřil, že naše cesta vývoje právě začala.
Boulding přišel na začátku padesátých let 20. století s poznatkem ohledně lidského kapitálu, že kromě znalostí a dovedností (tzv. kapacit) je navíc podstatný i duševní a duchovní rozměr lidského kapitálu, poukazoval na potřebu budování "psychického kapitálu", který by vedl k omezení nenávisti a válek.

### Economic Analysis, 1941
Bouldingovo první stěžejní dílo, které začal psát během svého pobytu na Colgate University, poprvé bylo publikováno v roce 1941 pod nakladatelstvím Harper& Brothers. Boulding zde skloubil keynesiánskou ekonomii a neoklasicistní ekonomickou teorii do koherentní syntézy.

### The Economics of the Coming Spaceship Earth, 1966
Esej, ve které Boulding popisuje otevřenou ekonomii minulosti a takzvanou uzavřenou ekonomii budoucnosti. Hlavní myšlenkou je fakt, že by se podle Bouldinga mělo lidstvo více zaměřit na vztah mezi člověkem a přírodou z hlediska výroby. Skloubil tak ekonomii s ekologií.

### Human Betterment, 1985
Kromě ekonomie se Boulding zabýval i pozvednutím společnosti a člověka samotného, kniha obsahuje model lidských hodnot, pozitivních i negativních. Strategie modelu je postavena na staré moudrosti církevních otců o uměřenosti a zlaté střední cestě životních snah. Boulding tvrdí, že i ta nejlepší lidská vlastnost se při překročení meze zvrátí ve svůj opak a stane se neřestí, šetrnost nás může změnit v lakotu a snaha o zlepšení materiálních podmínek pro sebe a rodinu může vyústit do hrabivosti.

## Publikace
Boulding publikoval 30 knih a více než několik set článků.

### Knihy
- 1941, Economic Analysis, Harper & Brothers; 3rd single edition, 1955 ;4th ed. part II, 1966
- 1942, A Peace Study Outline: The Practice of the Love of God, Philadelphia Yearly Meeting Book Committee
- 1945, The Economics of Peace, Prentice Hall.
- 1945, There is a Spirit: The Nayler Sonnets, Fellowship Publications.
- 1950, A Reconstruction of Economics, J. Wiley.
- 1953, The Organizational Revolution: A Study in the Ethics of Economic Organization, Harper & Brothers.
- 1956, The Image: Knowledge in Life and Society, University of Michigan Press.
- 1958, The Skills of the Economist, Cleveland: Howard Allen.
- 1958, Principles of Economic Policy, Prentice-Hall, 1958.
- 1962, Conflict and Defence: A General Theory, Harper & Bros.
- 1964, The Meaning of the Twentieth Century: the Great Transition, Harper & Row.
- 1966 The Impact of the Social Sciences, Rutgers University Press
- 1966, "The Economics of Knowledge and the Knowledge of Economics". American Economic Review, Vol. 56, No. 1/2, March 1, 1966: 1–13
- 1968, Beyond Economics: Essays on Society, Religion, and Ethics, (University of Michigan Press)
- 1969, "The Grants Economy", Michigan Academician
- 1970, Economics as a Science, (McGraw-Hill, 1970).
- 1970, A Primer on Social Dynamics: History as Dialectics and Development, (Free Press, 1970).
- 1971, Economics, Colorado Associated University Press, 1971.
- 1973, Political Economy, Colorado Associated University Press, 1973.
- 1973, The Economy of Love and Fear: A Preface to Grants Economics, Wadsworth.
- 1974, Toward a General Social Science, Colorado Associated University Press.
- 1975, International Systems: Peace, Conflict Resolution, and Politics, Colorado Associated University Press.
- 1975, Sonnets from the Interior Life, and Other Autobiographical Verse, Colorado Associated University Press.
- 1978, Stable Peace, University of Texas Press.
- 1978, Ecodynamics: A New Theory of Societal Evolution, Sage.
- 1980, Beasts, Ballads, and Bouldingisms: A Collection of Writings, Transaction Books.
- 1981, Evolutionary Economics, London: Sage.
- 1981, A Preface to Grants Economics: The Economy of Love and Fear. New York: Praeger.
- 1985, Toward the Twenty-First Century: Political Economy, Social Systems, and World Peace, Colorado Associated University Press.
- 1985, Human Betterment, Sage.
- 1985, The World as a Total System, Sage.
- 1986, Mending the World: Quaker Insights on the Social Order, Pendle Hill Publications.
- 1989, Three Faces of Power, Sage.
- 1992, Towards a New Economics: Critical Essays on Ecology, Distribution, and Other Themes, Edward Elgar.
- 1993, The Structure of a Modern Economy: the United States, 1929–89, Macmillan.[9]

### Vybrané články
- Boulding, Kenneth E. "General systems theory—the skeleton of science". Management Science 2.3 (1956): 197–208; Online at panarchy.org, 2000–2017.
- Boulding, Kenneth E. "National images and international systems", Journal of Conflict Resolution 3.2 (1959): 120–131.
- Boulding, Kenneth E. "The economics of the coming spaceship earth", Environmental Quality Issues in a Growing Economy (1966).
- Boulding, Kenneth E. "Economics as a moral science", The American Economic Review 59.1 (1969): 1–12.
- Boulding, Kenneth E. "Evolutionary economics", Journal of Business Ethics 2 (2):160–162 (1983)